# رون جونز (لاعب كرة قاعدة)
رون جونز (بالإنجليزية: Ron Jones)‏ هو لاعب كرة قاعدة أمريكي، ولد في 11 يونيو 1964، وتوفي في 4 يونيو 2006.